# 1959년 일본 프로 야구 올스타전
1959년 일본 프로 야구 올스타전은 1959년 7월 28일과 7월 29일에 열린 일본 프로 야구의 올스타전 경기이다.

## 출장 선수
| 센트럴 리그 | 센트럴 리그       | 센트럴 리그 | 센트럴 리그 |
| ----------- | ----------------- | ----------- | ----------- |
| 감독        | 미즈하라 노부시게 | 요미우리    |             |
| 코치        | 우노 미쓰오       | 고쿠테쓰    |             |
| 코치        | 다나카 요시오     | 오사카      |             |
| 투수        | 후지타 모토시     | 요미우리    | 3           |
| 투수        | 가네다 마사이치   | 고쿠테쓰    | 9           |
| 투수        | 무라야마 미노루   | 오사카      | 첫 출장     |
| 투수        | 고야마 마사아키   | 오사카      | 4           |
| 투수        | 비젠 요시오       | 히로시마    | 2           |
| 투수        | 아키야마 노보루   | 다이요      | 4           |
| 투수        | 기타가와 요시오   | 고쿠테쓰    | 첫 출장     |
| 투수        | 스즈키 다카시     | 다이요      | 2           |
| 포수        | 후지오 시게루     | 요미우리    | 4           |
| 포수        | 야마모토 데쓰야   | 오사카      | 2           |
| 포수        | 도이 기요시       | 다이요      | 4           |
| 1루수       | 후지모토 가쓰미   | 오사카      | 첫 출장     |
| 2루수       | 고사카 요시타카   | 히로시마    | 첫 출장     |
| 3루수       | 나가시마 시게오   | 요미우리    | 2           |
| 유격수      | 히로오카 다쓰로   | 요미우리    | 6           |
| 내야수      | 에토 신이치       | 주니치      | 첫 출장     |
| 내야수      | 미야케 히데시     | 오사카      | 3           |
| 내야수      | 요시다 요시오     | 오사카      | 6           |
| 내야수      | 구와타 다케시     | 다이요      | 첫 출장     |
| 내야수      | 이이다 도쿠지▲    | 고쿠테쓰    | 8           |
| 외야수      | 모리 도루         | 주니치      | 첫 출장     |
| 외야수      | 사카자키 가즈히코 | 요미우리    | 2           |
| 외야수      | 나카 도시오       | 주니치      | 첫 출장     |
| 외야수      | 오와다 아키라     | 히로시마    | 첫 출장     |
| 외야수      | 요나미네 가나메   | 요미우리    | 8           |
| 외야수      | 모리나가 가쓰하루 | 히로시마    | 첫 출장     |

| 퍼시픽 리그 | 퍼시픽 리그       | 퍼시픽 리그 | 퍼시픽 리그 |
| ----------- | ----------------- | ----------- | ----------- |
| 감독        | 미하라 오사무     | 니시테쓰    |             |
| 코치        | 쓰루오카 가즈토   | 난카이      |             |
| 코치        | 벳토 가오루       | 다이마이    |             |
| 투수        | 스기우라 다다시   | 난카이      | 2           |
| 투수        | 이나오 가즈히사   | 니시테쓰    | 3           |
| 투수        | 도바시 마사유키   | 도에이      | 2           |
| 투수        | 오노 쇼이치       | 다이마이    | 2           |
| 투수        | 시마바라 유키오   | 니시테쓰    | 2           |
| 투수        | 요네다 데쓰야     | 한큐        | 3           |
| 투수        | 우에무라 요시노부 | 다이마이    | 2           |
| 투수        | 이이오 다메오     | 도에이      | 첫 출장     |
| 포수        | 노무라 가쓰야     | 난카이      | 3           |
| 포수        | 다니모토 미노루   | 다이마이    | 첫 출장     |
| 포수        | 와다 히로미       | 니시테쓰    | 3           |
| 포수        | 가와이 야스히코▲  | 니시테쓰    | 3           |
| 1루수       | 에노모토 기하치   | 다이마이    | 5           |
| 2루수       | R. 바본           | 한큐        | 2           |
| 3루수       | 가쓰라기 다카오   | 다이마이    | 3           |
| 유격수      | 도요다 야스미쓰   | 니시테쓰    | 5           |
| 내야수      | 사이온지 아키오   | 도에이      | 첫 출장     |
| 내야수      | 한다 하루오       | 난카이      | 첫 출장     |
| 내야수      | 고다마 아키토시   | 긴테쓰      | 3           |
| 내야수      | 데라타 요스케     | 난카이      | 첫 출장     |
| 내야수      | 오카모토 이사미▲  | 난카이      | 5           |
| 외야수      | 야마우치 가즈히로 | 다이마이    | 6           |
| 외야수      | 다미야 겐지로     | 다이마이    | 5           |
| 외야수      | 다카쿠라 데루유키 | 니시테쓰    | 3           |
| 외야수      | 세키네 준조       | 긴테쓰      | 3           |
| 외야수      | 히로세 요시노리   | 난카이      | 2           |
| 외야수      | 나카타 요시히로   | 한큐        | 첫 출장     |

- 굵은 글씨는 팬 투표로 선출된 선수, ▲는 출장 사퇴 선수 발생에 의한 보충 선수.

## 올스타전 경기 결과

### 1차전

#### 스코어
| 팀 | 1 | 2 | 3 | 4 | 5 | 6 | 7 | 8 | 9 | R | H  | E |
| 센트럴 | 0 | 0 | 0 | 0 | 0 | 0 | 0 | 0 | 0 | 0 | 5  | 1 |
| 퍼시픽 | 0 | 0 | 2 | 1 | 0 | 0 | 5 | 1 | X | 9 | 15 | 2 |
| 승리 투수: 스기우라 다다시(난카이) 패전 투수: 기타가와 요시오(고쿠테쓰) 홈런: 퍼시픽 – 야마우치 가즈히로(다이마이·3회 2점) |   |   |   |   |   |   |   |   |   |   |    |   |

#### 출장 선수
| 센트럴 | 센트럴 | 센트럴            |
| 타순   | 수비   | 선수              |
| ------ | ------ | ----------------- |
| 1      | (二)   | 고사카 요시타카   |
| 2      | (중)   | 사카자키 가즈히코 |
| 3      | (一)   | 구와타 다케시     |
| 4      | (三)   | 나가시마 시게오   |
| 5      | (우)   | 모리 도루         |
| 6      | (좌)   | 오와다 아키라     |
| 7      | (유)   | 요시다 요시오     |
| 8      | (포)   | 야마모토 데쓰야   |
| 9      | (투)   | 무라야마 미노루   |

| 퍼시픽 | 퍼시픽 | 퍼시픽            |
| 타순   | 수비   | 선수              |
| ------ | ------ | ----------------- |
| 1      | (二)   | 오카모토 이사미   |
| 2      | (一)   | 에노모토 기하치   |
| 3      | (유)   | 도요다 야스미쓰   |
| 4      | (우)   | 야마우치 가즈히로 |
| 5      | (三)   | 가쓰라기 다카오   |
| 6      | (중)   | 다카쿠라 데루유키 |
| 7      | (좌)   | 나카타 요시히로   |
| 8      | (포)   | 노무라 가쓰야     |
| 9      | (투)   | 요네다 데쓰야     |

#### 수상 선수
MVP
- 야마우치 가즈히로(다이마이)

### 2차전

#### 스코어
| 팀 | 1 | 2 | 3 | 4 | 5 | 6 | 7 | 8 | 9 | R | H  | E |
| 센트럴 | 0 | 3 | 0 | 1 | 1 | 0 | 0 | 1 | 0 | 6 | 10 | 0 |
| 퍼시픽 | 0 | 0 | 3 | 0 | 1 | 0 | 0 | 0 | 0 | 4 | 13 | 0 |
| 승리 투수: 무라야마 미노루(오사카) 패전 투수: 스기우라 다다시(난카이) 홈런: 센트럴 – 나카 도시오(주니치·2회 3점), 나가시마 시게오(요미우리·4회 1점) |   |   |   |   |   |   |   |   |   |   |    |   |

#### 출장 선수
| 센트럴 | 센트럴 | 센트럴            |
| 타순   | 수비   | 선수              |
| ------ | ------ | ----------------- |
| 1      | (二)   | 미야케 히데시     |
| 2      | (유)   | 요시다 요시오     |
| 3      | (一)   | 구와타 다케시     |
| 4      | (三)   | 나가시마 시게오   |
| 5      | (우)   | 사카자키 가즈히코 |
| 6      | (좌)   | 요나미네 가나메   |
| 7      | (중)   | 나카 도시오       |
| 8      | (포)   | 후지오 시게루     |
| 9      | (투)   | 가네다 마사이치   |

| 퍼시픽 | 퍼시픽 | 퍼시픽            |
| 타순   | 수비   | 선수              |
| ------ | ------ | ----------------- |
| 1      | (유)   | 도요다 야스미쓰   |
| 2      | (우)   | 히로세 요시노리   |
| 3      | (포)   | 노무라 가쓰야     |
| 4      | (좌)   | 야마우치 가즈히로 |
| 5      | (三)   | 가쓰라기 다카오   |
| 6      | (중)   | 다카쿠라 데루유키 |
| 7      | (一)   | 데라타 요스케     |
| 8      | (二)   | 오카모토 이사미   |
| 9      | (투)   | 도바시 마사유키   |

#### 수상 선수
MVP
- 나카 도시오(주니치)

## 같이 보기
- 일본 야구 기구
- 일본 프로 야구 올스타전